# هيلين فاين
هيلين فاين (بالإنجليزية: Helen Fein)‏ هي عالمة اجتماع أمريكية، ولدت في 1934.